# Thomas Hunt Morgan
Thomas Hunt Morgan (Lexington, 25 september 1866 – Pasadena (Californië), 4 december 1945) was een Amerikaans geneticus en embryoloog.
Na de herontdekking van wetten van Mendel in 1900 begon Morgan met het bestuderen van mutaties in de fruitvlieg Drosophila melanogaster. In zijn beroemde vliegenkamer aan de Columbia-universiteit kon Morgan demonstreren dat genen op chromosomen liggen en de mechanische basis zijn voor de erfelijkheid. Deze ontdekkingen vormden de basis van de genetica. Toen hij in 1933 de Nobelprijs voor de Fysiologie of Geneeskunde kreeg was dit de eerste keer dat de prijs werd uitgereikt voor genetica.
Tijdens zijn carrière schreef Morgan 22 boeken en 370 artikelen. Als resultaat van zijn werk werd de fruitvlieg Drosophila melanogaster een belangrijk model-organisme in de tegenwoordige genetica. De afdeling biologie die hij oprichtte aan het California Institute of Technology bracht zeven Nobelprijswinnaars voort.

## Vroege leven
Morgan werd geboren als zoon van Charlton Hunt Morgan, een fabrikant, en Ellen Key, de kleindochter van Francis Scott Key die het Amerikaans volkslied heeft gecomponeerd.
Op zijn 16e jaar ging Morgan naar het State College of Kentucky (Universiteit van Kentucky) om wetenschap te studeren, vooral biologie. Voor zijn doctoraalstudie ging hij naar de Johns Hopkins-universiteit, omdat Hopkins een van de weinige universiteiten was die biologie aanbood. Na twee jaar experimenteel werk met William Keith Brooks en een paar publicaties kon Morgan in 1888 afstuderen aan het State College of Kentucky. Het College bood Morgan een hoogleraarschap, maar hij koos ervoor om bij het Johns Hopkins te blijven en kreeg een relatief hoge  beurs.
Morgan sloot zijn experimentele werk af in Woods Hole, Massachusetts bij het Marine Biological Laboratory. Hij bestudeerde de embryologie van zeespinnen om hun fylogenetische relatie met andere geleedpotigen te bepalen. Hij concludeerde dat ze embryologisch meer verwant waren met echte spinnen dan met kreeftachtigen. Hier kon Morgan in 1880 op promoveren en hij kreeg ook de Bruce Fellowship voor onderzoek. Met deze beurs kon hij naar Jamaica, de Bahama's en naar Europa reizen om verder onderzoek te doen.

## Bryn Mawr
In 1891 werd Morgan aangesteld als hulphoogleraar aan Johns Hopkins' meisjesschool Bryn Mawr om Edmund Wilson te vervangen. Hij gaf vijf dagen in de week biologieles, twee lezingen per dag. Hij introduceerde vaak eigen onderzoek in zijn lezingen en, hoewel hij een enthousiast leraar was, lag zijn echte interesse in het laboratorium. In de eerste jaren bij Bryn Mawr deed hij onderzoek naar balanus, wormen en kikkers.
In 1894 kreeg hij een jaar vrij om onderzoek te doen in de laboratoria van het Stazione Zoologica in Napels. Daar werkte hij met de Duitse bioloog Hans Driesch wiens onderzoek in de experimentele studie van ontwikkeling zijn interesse wekte. Er was toen veel debat over de vraag hoe het embryo gevormd werd. De ene groep dacht dat er cellen waren die voorbestemd (voorgevormd) waren om kikker te worden; een andere groep dacht dat de ontwikkeling het resultaat was van genetische factoren waar interacties tussen het protoplasma en de kern van het ei én de omgeving de ontwikkeling konden beïnvloeden. Morgan geloofde het laatste en toonde succesvol aan dat een dochtercel van een fundulus embryo zich kon ontwikkelen tot een hele vis, daarbij de experimenten van Driesch bevestigend. Hij toonde ook aan dat zee-egel-eieren geprikkeld konden worden tot deling zonder bevruchting door er magnesiumchloride aan toe te voegen, werk dat voortgezet werd door Jacques Loeb die bekend werd door het maken van kikkers zonder vader volgens deze methode.
Morgan ging in 1895 terug naar Bryn Mawr en werd hoogleraar. Hij schreef zijn eerste boek The Development of the Frog's Egg dat in 1897 werd gepubliceerd. Hij begon een serie studies naar het vermogen van verschillende organismen tot regeneratie. Hij bekeek de mogelijkheden van enting en regeneratie bij kikkervisjes, vissen en wormen en publiceerde dit in 1901 als Regeneration.

## Columbia-universiteit
In 1903 werd hem door Edmund Beecher Wilson het eerste hoogleraarschap in de experimentele zoölogie aangeboden in de Verenigde Staten bij de Columbia-universiteit.
In 1900 hadden drie wetenschappers, Carl Correns, Erich von Tschermak en Hugo de Vries het werk van Gregor Mendel opnieuw ontdekt. De Vries was verdergegaan door voor te stellen dat nieuwe soorten ontstonden door mutatie. Morgan was sceptisch over Gregor Mendel's erfelijkheidswetten, die opgerakeld waren door de opkomende evolutietheorieën van Darwin en Lamarck. Morgan wees beide theorieën af, en probeerde Hugo de Vries' mutatietheorie met zijn Drosophila experimenten te bewijzen.

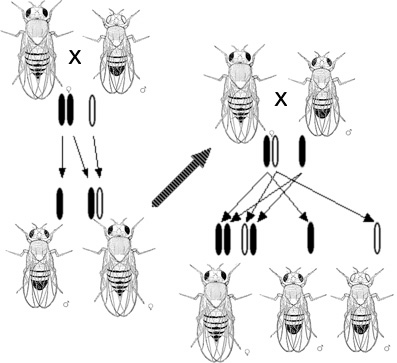
Sekse afhankelijke overerving van de wit-oog mutatie.

In navolging van C. W. Woodworth en William E. Castle begon Morgan te werken aan de Drosophila melanogaster. Met Fernandus Payne muteerde hij Drosophila met röntgenstralen en begon kruisingsexperimenten, maar had twee jaar geen duidelijk succes. Castle had het ook moeilijk met het identificeren van mutaties in de fruitvlieg, niet ongewoon, gegeven de kleine afmeting van het vliegje. Uiteindelijk merkte Morgan in 1910 een wit-ogige mannelijke mutant op tussen de rood-ogige veldstam. Hij kruiste deze wit-ogige vlieg met een rood-ogig vrouwtje. Hun afstammelingen hadden allemaal rode ogen, wat aannemelijk maakte dat de soort met de witte ogen recessief was. Morgan noemde het daarom het gen wit. Bij het doorfokken van de mutanten merkte hij op dat alleen de mannetjes witte ogen hadden. Hij ontdekte ook een variëteit met paarse ogen die een verschillend soort erfelijkheid vertoonde. Hij schreef een paper dat in 1911 verscheen in Science waarin hij concludeerde dat (1) sommige eigenschappen geslachtsgebonden zijn, (2) de eigenschap waarschijnlijk op een geslachtschromosoom ligt, en (3) andere genen waarschijnlijk ook op chromosomen liggen.
Morgan en zijn studenten werden steeds succesvoller in het vinden van gemuteerde vliegjes en telden de mutatiekarakterisiteken van duizenden fruitvliegen en bestudeerden hun overerfelijkheid. De observatie van een kleine-vleugelmutatie die ook op het geslachtschromosoom lag, maar onafhankelijk was van de witte-oogmutatie, leidde Morgan tot het idee van genetische koppeling of genetic linkage. Morgan stelde voor dat de hoeveelheid overkruising of crossing-over tussen gelinkte genen verschilt en dat de cross-over frequentie de afstand tussen genen op het chromosoom zou kunnen aangeven. Hij steunde hierbij op de ontdekking van de Belgische Professor Frans Alfons Janssens van de Katholieke Universiteit Leuven die het verschijnsel reeds in 1909 had beschreven en het chiasmatypie had genoemd. Later stelde de Engelse geneticus J.B.S. Haldane voor om die eenheid de morgan te noemen. Morgans student Alfred Sturtevant ontwikkelde de eerste genetische kaart in 1913.
In 1915 schreven Morgan, Sturtevant, Calvin Bridges en H. J. Muller het boek The Mechanism of Mendelian Inheritance. Geneticus Curt Stern noemde het "the fundamental textbook of the new genetics" en C. H. Waddington vond dat "Morgan's theory of the chromosome represents a great leap of imagination comparable with Galileo or Newton". Na de publicatie van het boek werd Morgans reputatie gezien als die van een twintigste-eeuwse Mendel. Hij werd gekozen tot lid van de National Academy of Sciences en buitenlands lid van de Royal Society. In 1924 ontving Morgan de Darwin Medal. Zijn Fly Room in Columbia werd wereldberoemd en hij kreeg gemakkelijk toegang tot fondsen. In 1927 na 25 jaar in Columbia, en bijna aan zijn pensioen, kreeg hij het aanbod van George Ellery Hale een biologieopleiding in Californië op te zetten.

## Caltech
Morgan verhuisde in 1928 naar Californië om hoofd te worden van de afdeling biologie aan het California Institute of Technology. Hij wilde de opleiding onderscheiden van die van Johns Hopkins and Columbia, met onderzoek gericht op genetica en evolutie; experimentele embryologie; fysiologie; biofysica en biochemie. Hij was ook behulpzaam bij de oprichting van het Marine Laboratory in Corona del Mar. Hij wilde de beste mensen bij Caltech, en nam Bridges, Sturtevant, Jack Shultz en Albert Tyler over van Columbia en stelde Theodosius Dobzhansky aan als international research fellow. Er kwamen meer wetenschappers werken, onder wie George Beadle, Boris Ephrussi, Edward L. Tatum, Linus Pauling, Sidney W. Fox en de Nederlanders Frits Warmolt Went en Arie Jan Haagen-Smit.
In overeenstemming met zijn reputatie bekleedde Morgan veel prestigieuze posities bij Amerikaanse wetenschappelijke organisaties. Van 1927 to 1931 was hij voorzitter van de National Academy of Sciences; in 1930 was hij voorzitter van de American Association for the Advancement of Science; en in 1932 zat hij het Sixth International Congress of Genetics in Ithaca (New York) voor. In 1933 kreeg Morgan de Nobelprijs voor de Fysiologie of Geneeskunde; hij was in 1919 en 1930 voor hetzelfde werk ook al genomineerd. Als erkenning van het groepskarakter van zijn ontdekkingen gaf hij het prijzengeld aan Bridges, Sturtevant's en zijn eigen kinderen. Morgan ging niet naar de uitreiking in 1933, maar ging wel in 1934. De herontdekking in 1933 van de gigantische polytene chromosomen in de speekselklier van Drosophila kan zijn besluit beïnvloed hebben. Tot dan waren de resultaten afhankelijk van fenotypische resultaten, en de zichtbare polytene chromosomen maakte het hun mogelijk hun resultaten op fysieke basis te toetsen. Morgan's Nobeltoespraak was getiteld "The Contribution of Genetics to Physiology and Medicine". In 1924 kreeg hij de Darwin Medal. In 1939 kreeg hij de Copley Medal van de Royal Society.
Hij kreeg twee contractverlengingen bij Caltech, maar trok zich in 1942 terug. George Beadle kwam naar Caltech terug om Morgan in 1946 als voorzitter van de afdeling op te volgen. Hoewel hij met pensioen was, hield Morgan kantoor bij de afdeling en bleef actief in het lab. Na zijn pensioen hield hij zich bezig met vragen over seksedifferentiatie, regeneratie en embryologie. Morgan had zijn hele leven last gehad van een chronische ontsteking van het duodenum, in 1945 kreeg hij een zware aanval en overleed aan een gescheurde slagader.

## Erfenis
Morgan liet een belangrijke erfenis in de genetica na. Sommige van Morgans studenten van Columbia en Caltech wonnen hun eigen Nobelprijzen, zoals George Wells Beadle, Edward B. Lewis en Hermann Joseph Muller. Nobelprijswinnaar Eric Kandel schreef over Morgan, "Much as Darwin's insights into the evolution of animal species first gave coherence to nineteenth-century biology as a descriptive science, Morgan's findings about genes and their location on chromosomes helped transform biology into an experimental science."
The Thomas Hunt Morgan School of Biological Sciences aan de University of Kentucky is naar Morgan genoemd. Als eerbetoon aan Morgan reikt de Genetics Society of America jaarlijks de Thomas Hunt Morgan Medal uit aan een van haar leden die een belangrijke bijdrage aan het gebied van de genetica heeft geleverd.

## Morgan en Hugo de Vries
De jonge Thomas Hunt Morgan kwam Hugo de Vries in Amsterdam opzoeken, net als vele andere Amerikaanse biologen. Verscheidene malen logeerde de Vries bij Morgan, die het mutatieconcept aandachtig in zich opnam. Het werk Evolution and Adaptation verscheen in Nederlandse vertaling als Ontwikkeling en Aanpassing (1906) met een voorwoord van Prof. Hugo de Vries.